# Urobatis jamaicensis
Espèce
Statut de conservation UICN

 LC  : Préoccupation mineure
Urobatis jamaicensis est une espèce de raies endémique de l'ouest de l'océan Atlantique, de la Caroline du Nord à Trinité-et-Tobago.